# Шеремет Людмила Олександрівна
Шеремет Людмила Олександрівна (21 листопада 1942, Макіївка, Донецька область, УРСР — 22 лютого 2014, Хмельницький, Україна) — українська активістка Євромайдану. Герой України.

## Життєпис
До виходу на пенсію пані Людмила працювала лікарем-гінекологом у Хмельницькому міському перинатальному центрі. За словами колег, вона була активною і чесною людиною. Її поважали і любили рідні, колеги, сусіди та знайомі.
|  | «Людмила завжди була у перших рядах і добивалася правди, тому і загинула. Вона постійно ходила на Майдан, закликала всіх ходити і віддала життя за правду», — розповіли про загиблу колеги. |

|  | «Вона, як з власними дітьми, панькалася з вагітними жінками, які ходили до неї на прийом, Пам'ятала як кожну звати, як звати їхніх дітей... Жінки, навіть народивши, й далі ходили тільки до неї. І колеги, і пацієнти пам'ятають її тільки усміхненою. ...У 2004 році була на київському Майдані. Мій син, якому тоді було 5, разом з усіма скандував: «Разом нас багато!..» Тоді моя нова шуба, як і частина теплих речей, перекочували на Майдан. Мама, як і всі Скорпіони, була бійцем, безкомпромісною, ніколи і ні перед ким не прогиналася. Таких принципових не дуже люблять і кар'єру вони, як правило, не роблять. Тому пішла на пенсію з посади рядового лікаря. Але вдома не сиділа: займалася дачею, вирішувала чиїсь проблеми... Останніх три-чотири роки я взагалі відчувала, що вона не лише моя мама, а й усіх нужденних і знедолених: як людей, так і тварин...», — розповіла донька Людмили Олександрівни Ірина. |

Сім'я
Залишилися чоловік, донька та онук.

## Загибель у Хмельницькому
Людмила Шеремет була смертельно поранена під стінами управління СБУ у Хмельницькому. Протягом трьох днів лікарі Хмельницької міської лікарні боролися за її життя. Куля пошкодила тканини головного мозку, і жінка, яка не приходила до свідомості весь цей час, померла.

## Вшанування пам'яті
- У лютому 2015 відкрили меморіальну дошку на фасаді будинку № 11/2 на вулиці Хотовицького, де проживала герой Небесної сотні[1].

### Нагороди
- Звання Герой України з удостоєнням ордена «Золота Зірка» (21 листопада 2014, посмертно) — за громадянську мужність, патріотизм, героїчне відстоювання конституційних засад демократії, прав і свобод людини, самовіддане служіння Українському народу, виявлені під час Революції гідності[2]
- Медаль «За жертовність і любов до України» (УПЦ КП, червень 2015) (посмертно)[3]